# Sian Ka'an
La Reserva de la Biosfera Sian Ka'an (idioma maia: Porta del cel, Lloc on neix el cel) és un espai natural protegit que es localitza a la costa del Carib de l'estat de Quintana Roo (Mèxic). Va ser declarada Patrimoni de la Humanitat de la UNESCO l'any 1987.
Forma part de la província geològica de la Península de Yucatán, la principal característica és la planitud del seu relleu i que la seva superfície està constituïda principalment per pedra calcària, la mateixa que impedeix la formació de corrents superficials d'aigua i afavoreix l'aflorament d'uns pous coneguts com a cenotes a Mèxic. Enfront de la costa de Sian Ka'an, al mar Carib, s'ubica un complex d'esculls coral·lins que constitueixen el segon més ampli d'aquest tipus, després de la Gran Barrera de Corall, a l'orient de la costa d'Austràlia.
"Sian Ka'an" significa "porta del cel" o "un lloc on comença el cel".

## Descripció
Una part de la reserva es troba a terra i una part al mar Carib, inclosa una secció d'escull de corall. La reserva té una superfície de 5.280 km 2.
Un ecosistema molt peculiar en els aiguamolls de Sian Ca'an és el dels anomenats petenes, unes masses d'arbres que poden mesurar fins a trenta metres d'altura i que s'aixequen entre les herbes dels pantans. Aquestes formacions vegetals són gairebé úniques en el món, perquè fora de la península de Yucatán, no existeixen més que en l'estat nord-americà de Florida, on se'ls coneix com a hammocks, i a Cuba, on se'n diu cayos de muntanya. En la seva majoria tenen forma oval o circular i la seva grandària varia des d'unes desenes de metres fins a gairebé dos quilòmetres de diàmetre. Es generen a causa de la presència de deus d'aigua dolça, que brollen enmig dels pantans d'aigua salobre i permeten el creixement de grans arbres.
La reserva també inclou uns 23 llocs arqueològics coneguts de la civilització maia inclòs Muyil. En diversos llocs es poden trobar restes del ferrocarril de Decauville Vigía Chico-Santa Cruz, que va funcionar des de 1905 fins a 1932.

## Projectes
Amb la participació de científics, tècnics, estudiants, pescadors, agricultors, promotors i administradors rurals, juntament amb socis regionals i internacionals, han dut a terme amb èxit més de 200 projectes de conservació basant totes les accions de conservació en la informació científica i tècnica per a la planificació i implementació de polítiques ambientals. i la proposta de solucions viables per a l'ús sostenible dels recursos naturals i centrant els seus esforços establerts dins de vuit àrees naturals protegides que inclouen els esculls de Banco Chinchorro, i Xcalak al sud de Quintana Roo, Reserva de la Biosfera de Sian Kaʼan, Cancún, l'illa de Cozumel que es troba davant de Xcaret i l'illa de Contoy al nord, amb una extensió de 3200 km². Aquestes àrees es troben a parts dels set municipis costaners del mar Carib de l'estat, la major part es troba a l'est del municipi Felipe Carrillo Puerto, on es troba la gran majoria de la Reserva de la Biosfera de Sian Kaʼan.
Una de les entitats que més intensament vetllen per la conservació de l'espai i l'educació a través d'un grup de científics, és Amigos de Sian Kaʼan. Entre les seves prioritats hi ha la identificació, protecció i gestió d'àrees addicionals amb alt valor de biodiversitat, així com aquelles crítiques per al manteniment dels cicles vitals de les espècies en perill d'extinció, amenaçades i migratòries a la Riviera Maya i oferir educació ambiental a través de llibres., revistes i fulletons i donant assistència tècnica i formació a les comunitats maies que treballen amb l'ecoturisme.

## Història
A principis de 1981, el Centre de Recerques de Quintana Rosego (CIQRO) va emprendre una sèrie d'estudis conduents a la creació d'una reserva de la biosfera a Quintana Rosego, projecte que abastava tots els objectius de la institució, ja que permetia integrar el total de les seves accions en un sol esquema. Després de fer estudis preliminars per a definir la millor ubicació de la reserva, abastant les badies de l'Ascensió i de l'Esperit Sant, la barrera d'esculls i els marenys i selves subperennifòlies dels actuals municipis de Tulum, Felipe Carrillo Puerto i Bacalar, es va considerar que l'àrea seleccionada per a la seva creació era altament representativa de la península de Yucatán i incloïa mostres inalterades de gairebé tots els seus biomes. La població resident era de baixa densitat i estava composta per pescadors i pagesos maies.

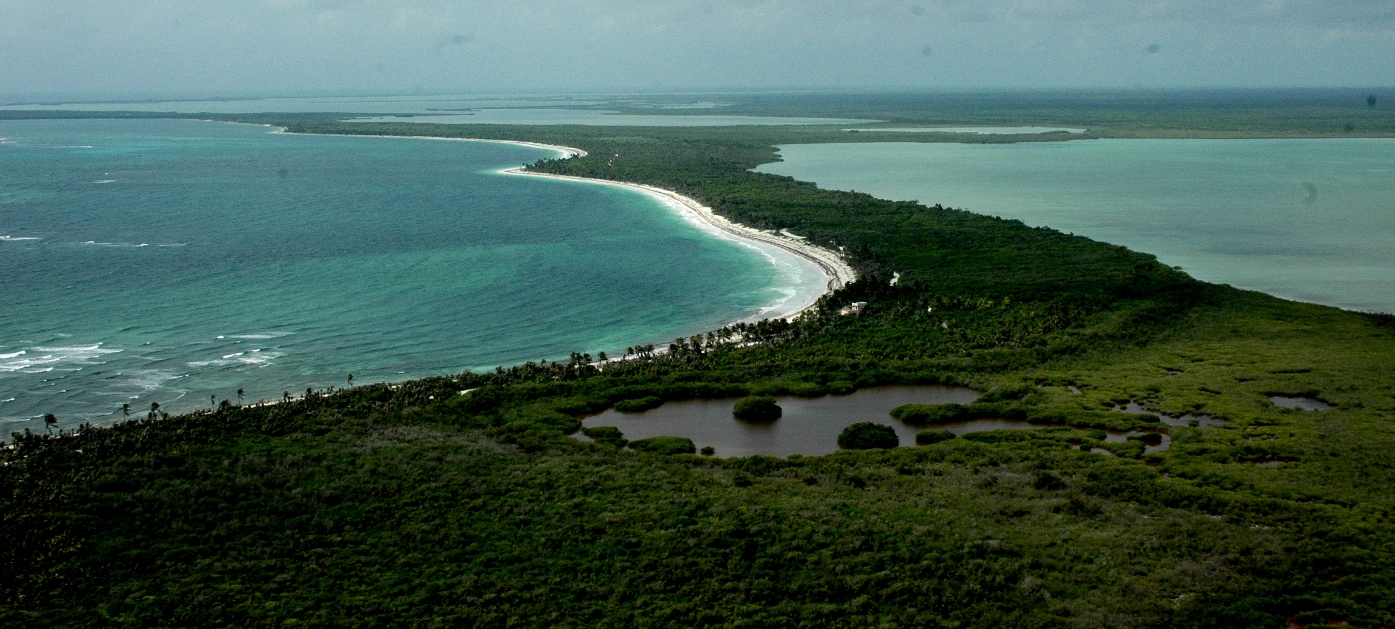
Vista aèria de la Reserva de la Biósfera de Sian Ca'an

El CIQRO va generar estudis sobre la biodiversitat, l'economia i la societat de la regió, que demostraven el seu compliment amb els estrictes requisits de MaB/UNESCO. La direcció general del projecte CIQRO i les labors de gestió política i administrativa davant la UNESCO, així com davant la Presidència de la República, el govern de Quintana Rosego i diverses secretaries federals, relatives a la creació de la Reserva de la Biósfera, van ser realitzades de 1978 a 1986 pel director i fundador del CIQRO, el Dr. Alfredo Careaga.Amb una extensió de 528,147 Ha. (aproximadament 408,000 terrestres i 120,000 marines), Sian Ca'an va ser la primera gran àrea tropical protegida de Mèxic i va quedar constituïda per decret presidencial com a Reserva Nacional de la Biosfera el 20 de gener de 1986. Va ser reconeguda i homologada com a Reserva de la Biósfera pel programa L'home i la biosfera (MaB) de la UNESCO a la fi de 1986.
El 1993 és editat el programa de gestió de la reserva que inclou diversos components a executar, així com les seves normes d'ús i zonificació. Entre els principals components es poden citar el de conservació que inclou inspecció i vigilància, prevenció i combat d'incendis forestals, així com restauració ecològica. El de desenvolupament social sostenible que inclou el maneig de recursos naturals; el d'ús públic dividit en participació local, patrimoni arqueològic i cultural, recreació i educació ambiental i promoció. Així com la promoció de la recerca científica i l'administració.
La Reserva és administrada pel govern federal de Mèxic per conducte de la Comissió Nacional d'Àrees Naturals Protegides que col·labora molt estretament amb organitzacions no governamentals, organitzacions de productors, institucions de recerca i la iniciativa privada.

## Espècies biològiques
Una llista d'algunes de les espècies registrades a Sian Kaʼan:
- Alouatta pigra (mono aullador negre de Yucatán)
- Amazona xantholora (amazones de color groc)
- Ardea herodias (garsa blava)
- Ateles geoffroyi (mono aranya de Geoffroy)
- Caracara plancus (caracara cresta)
- Crax rubra (gran curassow)
- Crocodylus acutus (cocodril americà)
- Crocodylus moreletii (cocodril de Morelet)
- Ctenosaura similis (iguana negra)
- Cuniculus paca (paca tacada)
- Dasyprocta punctata (agutí d'Amèrica Central)
- Eira barbara (tayra)
- Fregata magnificens (fragata magnífica)
- Galictis vittata (grison major)
- Jabiru mycteria (jabiru)
- Leopardus pardalis (ocelot)
- Leopardus wiedii (margay)
- Meleagris ocellata (gall dindi ocel·lat)
- Mycteria americana (cigonya)
- Nasua narica (coatí de nas blanc)
- Odocoileus virginianus (cérvol de cua blanca)
- Panthera onca (jaguar)
- Pecari tajacu (pecari de collar)
- Pelecanus occidentalis (pelicà marró)
- Nannopterum brasilianum (corb marí neotròpic)
- Phoenicopterus ruber (flamenc americà)
- Platalea ajaja (esfera rosada)
- Potos flavus (kinkajou)
- Puma concolor (puma)
- Puma yagouaroundi (jaguarundi)
- Ramphastos sulfuratus (tucà de bec de quilla)
- Sarcoramphus papa (voltor rei)
- Tamandua mexicana (tamandua)
- Tapirus bairdii (tapir de Baird)
- Tayassu pecari (pecarí de llavis blancs)

## Biodiversitat

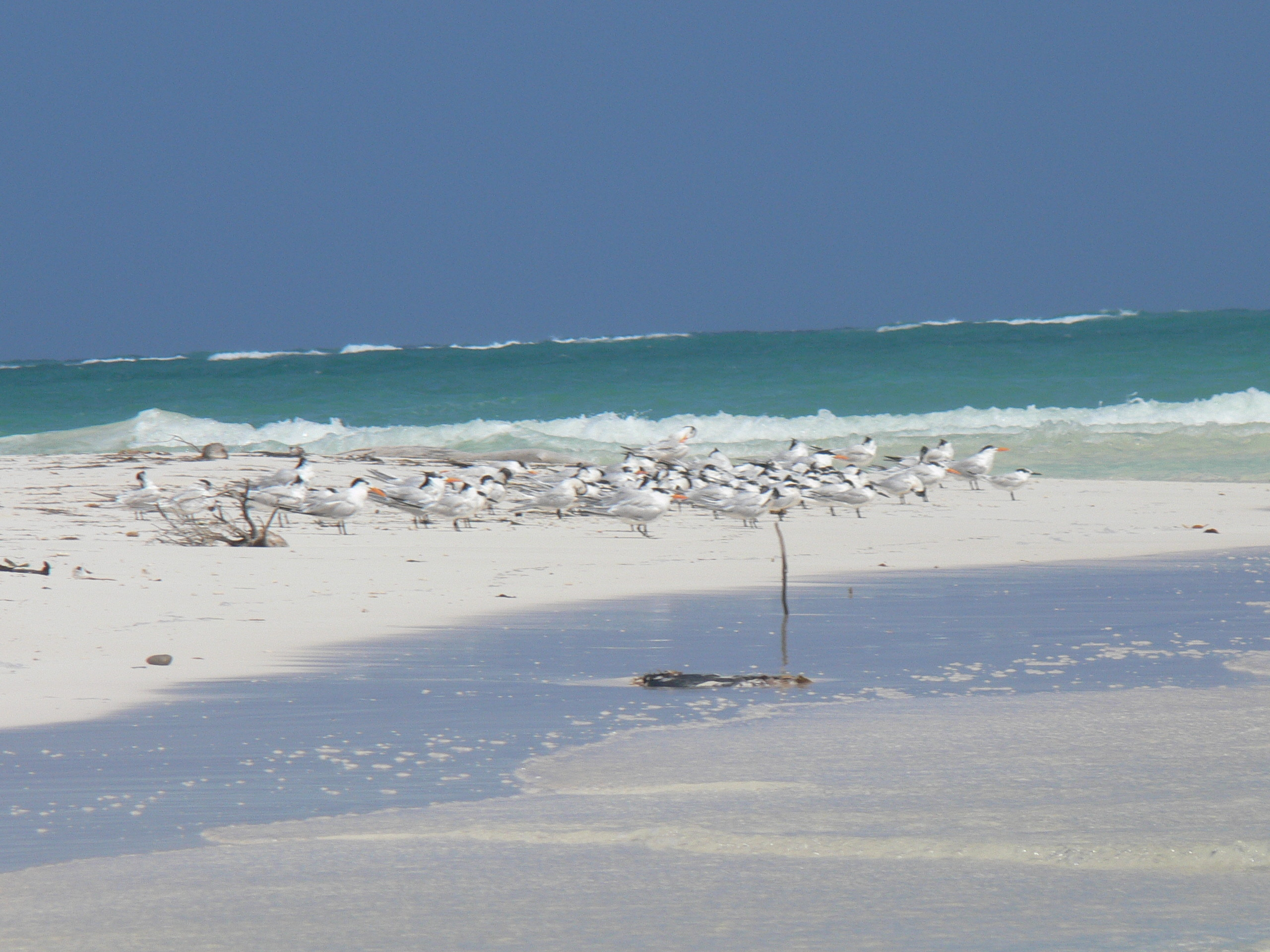
Boca Paila en Sian Ka'an

D'acord amb el Sistema Nacional d'Informació sobre Biodiversitat de la Comissió Nacional per al Coneixement i Ús de la Biodiversitat (CONABIO) en tota la Reserva de la Biosfera Sian Ca’an habiten més de 2,580 espècies de plantes i animals de les quals 158 es troba dins d'alguna categoria de risc de la Norma Oficial Mexicana NOM-059 i 55 són exòtiques. I en la reserva de la biosfera dels Esculls de Sian Ca’an habiten més de 315 espècies de plantes i animals de les quals 37 es troba dins d'alguna categoria de risc de la Norma Oficial Mexicana NOM-059 i 3 són exòtiques.

## Amenaces
Quintana Roo s'ha convertit en un de les principals destinacions turístiques de Mèxic en les últimes dècades. En concret els turistes fan activitats com observació d'ocells, caiac, esnòrquel, pesca o visita dels jaciments arqueològics. En el territori d'aquest que és l'estat més oriental del país se situen importants centres turístics com Cancun, Cozumel i Illa Mujeres. Encara que l'afluència de turistes a Sian Ca'an és encara limitada, la presència d'aquests importants pols d'atracció constitueix un factor que amenaça l'equilibri ecològic en la reserva de la biosfera si no s'imposen algunes restriccions al turisme en la zona.
D'altra banda, els ecosistemes de la regió han estat afectats per l'activitat humana en els últims anys. Algunes zones de la reserva han estat desforestades per a extreure d'elles espècies fusteres. La deforestació és la principal amenaça de la zona. La devastació de la flora original ha propiciat la introducció d'espècies estranyes com la casuarina. D'altra banda, el trànsit marítim ha posat en perill la barrera d'esculls i els ecosistemes associats.